# بافومه

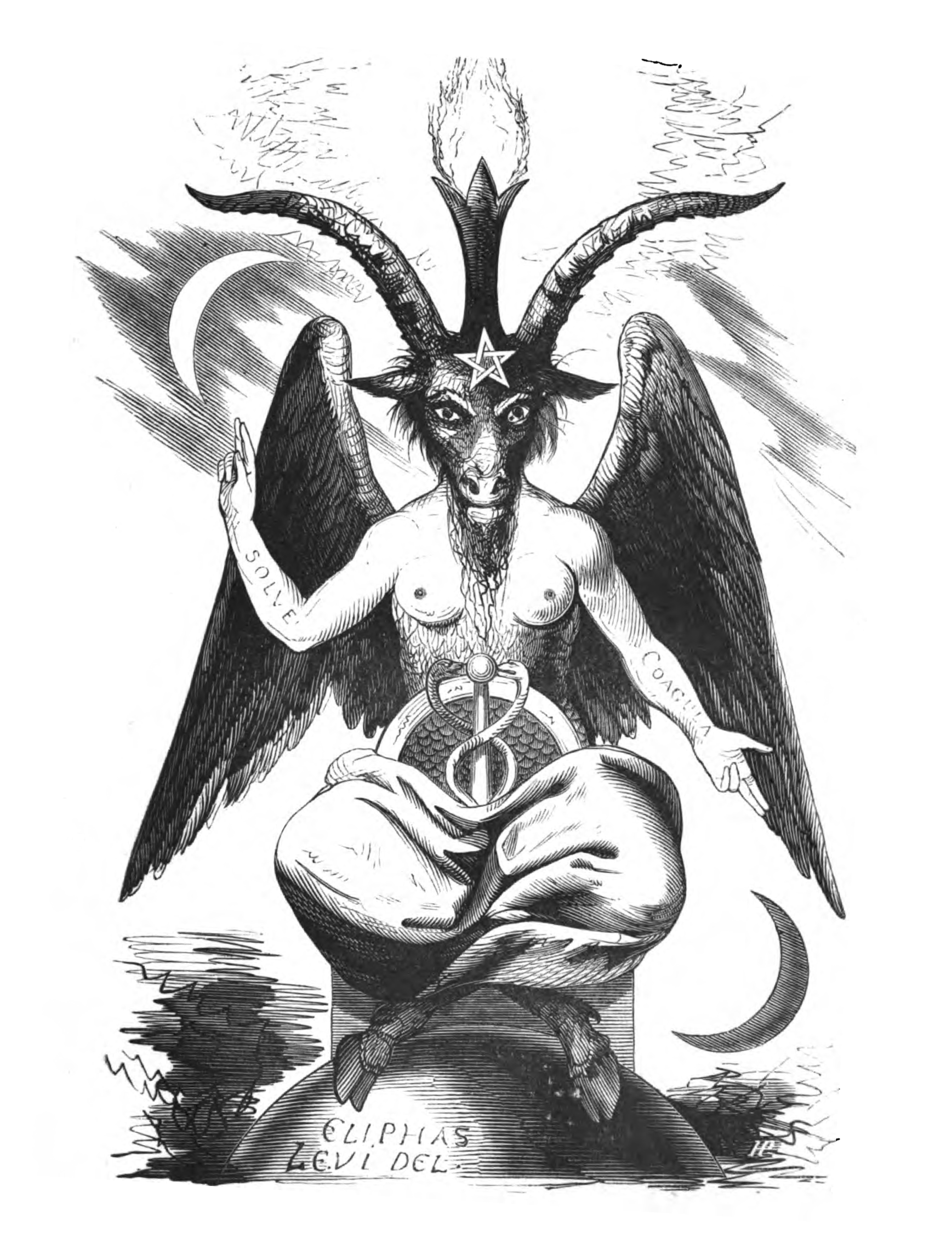
نگاره قرن نوزدهمی موسوم به بافومت که موجودی شبیه بز را به تصویر می‌کشد روی دستان آن کلمات لاتین SOLVE(جدا از هم) و COAGULA(متحد با یکدیگر) نوشته شده است

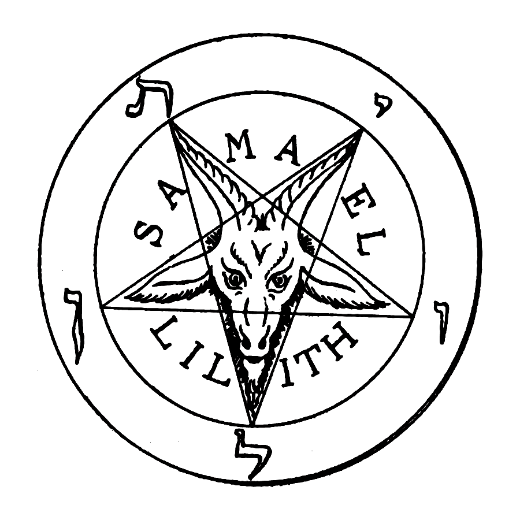
پنتاگرام بز برای اولین بار در کتاب La Clef de la Magie Noire (کلید سحر و جادو سیاه) توسط استانیسلاس دی گوایتا باطن‌گرای فرانسوی در سال ۱۸۹۷ به کار برده شد. این سمبل برابر با بافومت شناخته می‌شود و معمولاً از آن به عنوان بز سباتیک یاد می‌شود. سمائیل(نوشته شده در بالای سر بز) چهره معرفی شده در تلمود و لیلیت (نوشته شده در زیر سر بز) از اهریمن‌های زن اساطیر یهود می‌باشند. پنج حرف عبری نوشته شده در گوشه‌های پنتاگرام لویاتان تلفظ می‌شوند که موجودی افسانه‌ای در بین اساطیر یهود است. این سمبل در سال ۱۹۶۹ به عنوان نماد رسمی کلیسای شیطان انتخاب شد که آن را سیگیل بافومت می‌خوانند.

بافومت (‎/ˈbæfoʊmɛt/‎ به زبان لاتین: Baphometh , Baffometi به زبان اکسیتان:Bafometz) در اصل نمادی برای توصیف عقاید و یا خدایان شوالیه‌های معبد بود که متهم به پرستش آن‌ها بودند. بعدتر این نمادها توسط فرقه‌های مخفی (فراماسونری) و آن‌ها که ضد حکومت های مستبد مذهبی بودند نظیر شیطان پرستان مورد استفاده قرار گرفت.
بافومت در واقع از دو نماد رأس‌الجدی (محل خورشید در زمستان) و رأس‌السرطان تشکیل شده و نمادی است از مادر (خورشید درون رحم (زمستان) و خورشید در حال پرورش (تابستان)). 

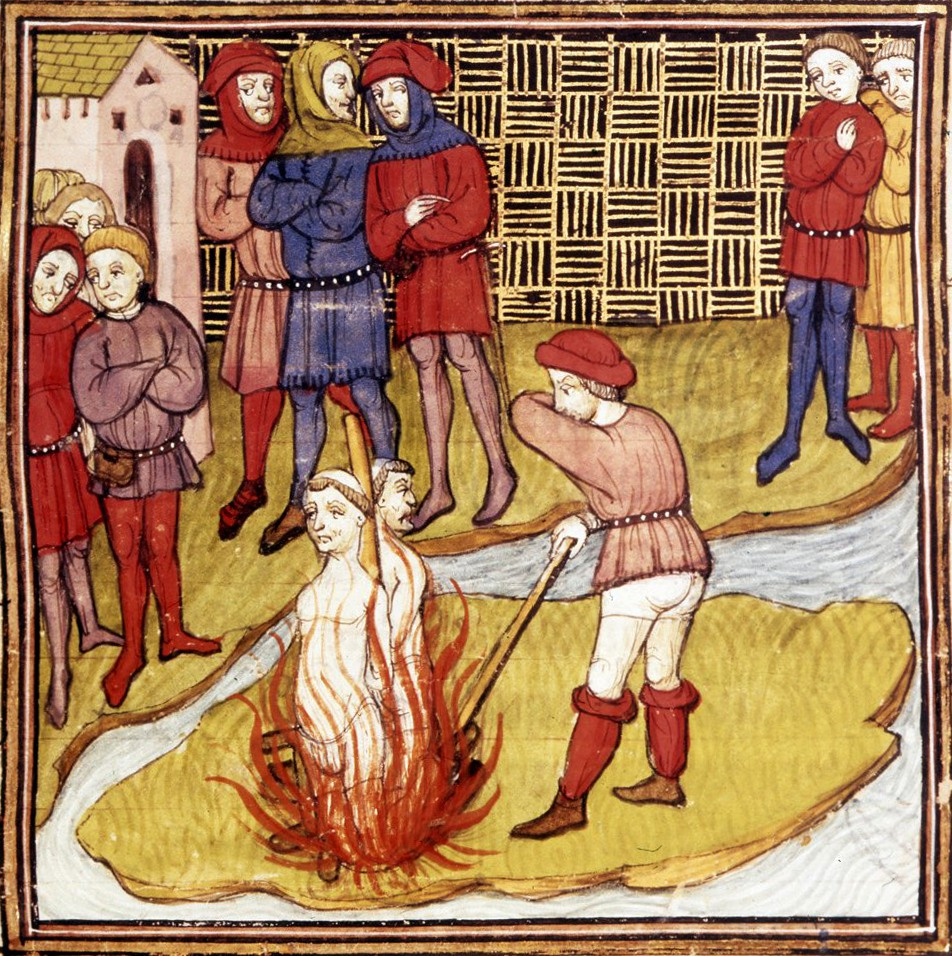
سوزاندن دو شوالیه معبد در قرن ۱۵ میلادی(فرانسه)

## پیشینه
بافومت به عنوان نشانی برای پگان‌ها (اصطلاحی که در قرون وسطی، کافران را به آن نام می‌خواندند) در متن‌های تفتیش عقاید شوالیه‌های معبد در قرن ۱۴ام میلادی به چشم می‌خورد. لغت بافومت برای اولین بار در قرن ۱۹ام میلادی طی مناظرات و سخنرانی‌هایی که بر سر دلایل سرکوب شوالیه‌های معبد انجام می‌شد وارد فرهنگ لغات عامیانه انگلیسی شد. از سال ۱۸۵۶ به بعد لغت بیشتر اشاره به «بز سباتیک» دارد که توسط الیفاس لوی تصویرسازی شد که شامل عناصری جفت شده در خود بود و منظور از آن نظام جفت بودن موجودات در طبیعت (زن و مرد، شب و روز، خیر و شر و…) بود. در روایتی از تاریخ نخستین جنگ صلیبی آمده‌است که ریموند آگویلرا، تاریخ‌نویس فرانسوی مساجد را بافوموریا خوانده‌است.
اصطلاح بافومتز بعدها در حوالی سال ۱۱۹۵ میلادی در شعری به زبان اکسیتانی مطرح شد.  در سال ۱۲۵۰ در شعری که به وصف جنگ صلیبی هفتم می پرداخت از کلمه بافومت استفاده شده‌است. سرکوب شوالیه‌های معبد توسط فیلیپ چهارم در ۱۳ اکتبر ۱۳۰۷ آغاز شد او بسیاری از تمپلارهای فرانسوی را دستگیر نمود و اقدام به شکنجه و اعترافگیری از آن‌ها کرد. در آن دوران اتهامات زیادی به شوالیه‌های معبد زده می‌شد که بیشتر آن‌ها همان اتهاماتی بود که به کاتارها  و بیشتر دشمنان فیلیپ نسبت داده می‌شد. فیلیپ پیشتر پاپ بونیفاس هشتم را ربوده و او را متهم به ارتداد، تف و ادرار کردن بر روی صلیب و لواط کرده بود. بر اساس مدرکی که در سال ۲۰۰۱ از آرشیو واتیکان به دست آمد از اتهامات شوالیه‌های معبد ادرار بر روی صلیب بود.
برخی محققان جدید همچون پیتر پارتنر و مالکوم باربر معتقدند کلمه بافومت فرانسوی شدهٔ کلمه محمد می‌باشد. آن‌ها این دلیل را بیان می‌کنند که با توجه به این که شوالیه‌های معبد مدت زیادی در بین مسلمانان ساکن بودند عقایدشان تحت تأثیر آن‌ها قرار گرقته بود و شواهد و مدارک به جامانده از اعترافات شوالیه‌های معبد به ارتدادشان این موضوع را تأیید می‌کند. آلن دمگیر محقق فرانسوی این عقیده که ممکن است شوالیه‌های معبد از اعتقادات دشمنان خود تأثیر گرفته باشند را رد می‌کند.

## پیوست
- Barber, Malcolm (1994). The New Knighthood: A History of the Order of the Temple. Cambridge University Press. ISBN 0-521-42041-5.
- Barber, Malcolm (2006). The Trial of the Templars (2nd ed.). Cambridge University Press. ISBN 978-0-521-67236-8.
- Barber, Malcolm; Bate, Keith (2010). Letters from the East: Crusaders, Pilgrims and Settlers in the 12th-13th Centuries. Ashgate Publishing. ISBN 978-0-7546-6356-0.